# Izdenc vára
Izdenc vára (horvátul: Grad Zdenci), várhely Horvátországban, a Grobosinc melletti Veliki Zdenci déli határában.

## Fekvése
A falu déli részén a régi temető végében, a Crni lugnak nevezett helyen, az Ilova partja közelében állt.

## Története
A mai Veliki Zdenci határában állt „Izdench” várát 1272-ben említik először. 1306-ban a Pok nembeli Meggyesi család birtoka volt. A család (mely nevét egyik birtokközpontjáról Aranyosmeggyesről nyerte) birtoka volt annak kihalásáig 1493-ig, ezután más birtokokkal együtt az ecsedi Bátori családé volt. 1478-ban ebben a várban ülésezett a horvát szábor a török elleni védelemről és az ezzel kapcsolatos kötelezettségekről.
1552-ben több mint száz évig tartó ismétlődő támadások után a török elfoglalta a közeli Verőce várát, majd rögtön ezután Izdencet is és tovább támadt nyugat felé. Grobosinc vidéke az Oszmán Birodalom határterületén, többnyire a senkiföldjén feküdt, mely gyakran ki volt téve mindkét fél támadásainak. A pakráci szandzsák részét képező Zdenci („Szdenay”) várában 10 lovas és 99 gyalogos katonából álló őrség állomásozott, a környező terület pedig pusztaság volt.

## A vár mai állapota
Izdenc középkori várából mára csak az egykori sáncok és árkok maradványai láthatók. A vár a falu déli részén a régi temető végében, a Crni lugnak nevezett helyen, az Ilova partja közelében állt. A központi rész egy dombon állt, melyet kettős sánc és hármas árokrenszer övezett. A helyet teljesen benőtte a növényzet és a folyó áradásai is rendszeresen elmossák. Így a fák között jobbára halmok és süppedések mutatják az egykori vár helyét. A helyi hagyomány szerint közelében egy tekintélyes méretű török híd ívelt át a folyón.